# Raised on Rock/For Ol' Times Sake
Raised on Rock/For Ol'Times Sake è il 37° album in studio di Elvis Presley, pubblicato nel 1973.

## Descrizione
L'album venne pubblicato sulla scia del notevole successo riscosso da Aloha From Hawaii: Via Satellite. Grazie a ciò, il disco riuscì a vendere circa 1 milione di copie nel mondo. Il disco, insieme a Good Times dell'anno successivo e Promised Land del 1975, venne registrato agli Stax Studios di Memphis. La traccia vocale originaria dei pezzi venne incisa nel luglio del 1973. In dicembre Presley fece ritorno agli Stax Studios e registrò 18 tracce in una settimana assistito da musicisti di studio e membri della sua band di supporto. L'album è uno dei pochi di Elvis ad aver fallito l'entrata in classifica in Gran Bretagna, ma il singolo Raised on Rock/For Ol' Times Sake fece una breve apparizione in classifica attorno alla 30ª posizione. Il disco ha un sound atipico rispetto agli altri dischi del periodo pubblicati da Presley, essendo maggiormente funky e influenzato dalla black music. Molti dei brani presenti sono delle reinterpretazioni di brani già noti, come Are You Sincere, ma ci sono anche delle composizioni nuove di zecca scritte appositamente per Elvis, da autori noti come Mark James e Leiber & Stoller che avevano già lavorato in passato con lui. Le tematiche principali delle canzoni trattano malinconicamente il tema del "distacco amoroso" (I Miss You, Girl of Mine, If You Don't Come Back) risentendo degli strascichi del brutto periodo che stava attraversando Presley dopo il divorzio da Priscilla.
Le sessioni di registrazione dell'album sono rimaste celebri per le stramberie di Elvis del periodo. Scombussolato dalla separazione dalla moglie e, afflitto da problemi di salute, si racconta che Elvis si presentasse in studio attorniato da una massa di gente tra parenti e amici, si esibisse in mosse di karate (sua ultima passione) nel bel mezzo delle registrazioni e se ne andasse in giro brandendo una pistola.

## Tracce
1. Raised on Rock (Mark James)
2. Are You Sincere (Wayne Walker)
3. Find Out What's Happening (Jerry Crutchfield)
4. I Miss You (Donnie Summer)
5. Girl of Mine (Les Reed, Barry Mason)
6. For Ol' Times Sake (Tony Joe White)
7. If You Don't Come Back (Jerry Leiber e Mike Stoller)
8. Just a Little Bit (Ralph Bass, Fats Washington, John Thornton, P. Brown)
9. Sweet Angeline (Eddy Arnold, Geoff Morrow)
10. Three Corn Patches (Jerry Leiber e Mike Stoller)[4]

## Formazione
- Elvis Presley - chitarra, voce
- James Burton - chitarra
- Bobby Wood - pianoforte
- Jerry Carrigan - batteria
- Tommy Cogbill - basso
- Donald Dunn - basso
- Bobby Emmons - organo
- Tom Hensley - basso
- Charlie Hodge - chitarra
- Glen Spreen - arrangiamento quartetto d'archi
- Ron Tutt - batteria
- Reggie Young - chitarra
- Mary Holliday - cori
- Kathy Westmoreland - cori
- Al Jackson Jr. - batteria
- J. D. Sumner & the Stamps - cori